# Gymnogryllus yunnanensis
Gymnogryllus yunnanensis is een rechtvleugelig insect uit de familie krekels (Gryllidae). De wetenschappelijke naam van deze soort is voor het eerst geldig gepubliceerd in 2011 door Ma & Zhang.